# Conognatha chalybeiventris
Conognatha chalybeiventris es una especie de escarabajo del género Conognatha, familia Buprestidae. Fue descrita científicamente por Fairmaire & Germain en 1858.